# 5월 14일
5월 14일은 그레고리력으로 134번째(윤년일 경우 135번째) 날에 해당한다.

## 사건
- 1264년 - 영국의 서식스에서 몽포르와 헨리 3세 사이에 루이스 전투가 발발했다.
- 1610년 - 프랑스 루이 13세, 프랑스 국왕으로 즉위.
- 1643년 - 프랑스 루이 14세, 프랑스 국왕으로 즉위.
- 1747년 - 오스트리아 왕위 계승 전쟁: 제1차 피니스테레곶 해전이 일어나다.
- 1796년 - 영국의 에드워드 제너가 18세 제임스 핍스에게 처음으로 우두를 접종함.[1]
- 1939년 - 페루의 리나 메디나가 5살의 나이에 사내아이를 분만하여 세계에서 가장 나이 어린 어머니가 됨.
- 1940년 - 제2차 세계 대전: 네덜란드 군대의 대부분이 독일 국방군에 항복하여 네덜란드 공방전이 종료되다.
- 1948년 - 이스라엘 공화국이 독립을 선언하면서, 이날 아랍 연맹 5개국이 이스라엘에 전쟁을 선언하여 제1차 중동 전쟁이 시작되다.
- 1963년 - 쿠웨이트, 유엔 가입.
- 1981년 - 대한민국 경상북도 경산군 고산면(현 대구광역시 수성구 고산3동) 고모역 부근 매호 건널목에서, 오후 4시에 열차 간 충돌 사고가 발생하여 55명이 숨지고 233명이 부상을 입다.
- 2002년 - 수지 김 사건의 피의자 윤태식에게 무기징역이 선고됨.
- 2004년 - 헌법재판소가 노무현 대통령 탄핵소추안을 기각하면서 노무현 대통령이 대통령직으로 복귀하였다.
- 2007년 - 수원 노숙소녀 살인 사건이 발생했다.

## 문화
- 1956년 - 조선민주주의인민공화국의 새날신문이 창간되었다.
- 1962년 - 중소기업중앙회 설립.
- 1995년 - 대한민국에서 SBS의 1차 지역 민방 네트워크 가맹국인 부산방송(PSB, 현 KNN 부산경남방송), (DSB, 현 TBC 대구방송), 광주방송(kbc), 대전방송(TJB), 개국하였다.
- 1997년 - 최초의 항공 동맹인 스타얼라이언스가 설립되다. 본부는 독일 헤센주 프랑크푸르트암마인에 있다.
- 2008년 - 대한민국, 동대문운동장이 철거되었다.
- 2009년 - 대한민국, 천주교 수원교구 제4대 교구장 이용훈 주교의 착좌식이 거행되었다.
- 2010년 - 미국 NASA의 우주왕복선 아틀란티스호가 발사되었다.
- 2021년
  - 대한민국, 에버랜드 개항 45년 만에 사파리 공원 버스에서 트램으로 교체하였다.
  - 중화인민공화국 국가항천국은 화성의 유토피아 평원(en:Utopia Planitia)에 주룽호 탐사선을 착륙하고, 중국은 화성에 4번째로 우주선을, 두 번째로 탐사선을 착륙하였다.

## 탄생
- 1316년 - 신성 로마 제국의 황제 룩셈부르크 왕가 카를 4세. (~1378년)
- 1559년 - 금나라, 청나라의 초대 황제 천명제. (~1626년)
- 1771년 - 영국의 사회개혁가, 사상가, 감리회신자 로버트 오언. (~1858년)
- 1794년 - 영국의 페미니스트 패니 임레이. (~1816년)
- 1814년 - 조선의 가톨릭 순교자, 프랑스인 신부 시메옹프랑수아 베르뇌. (~1866년)
- 1863년 - 캐나다의 수학자 존 찰스 필즈. (~1932년)
- 1872년 - 대한제국과 일제 강점기의 기업인 예종석. (~1955년)
- 1885년 - 독일의 지휘자 오토 클렘퍼러. (~1973년)
- 1900년 - 대한민국의 독립운동가, 정치인 유석현. (~1987년)
- 1904년 - 한스 알베르트 아인슈타인. (~1973년)
- 1906년 - 대한민국의 독립운동가 이종건. (~1960년)
- 1907년 - 파키스탄의 군인, 제2대 대통령 모하메드 아유브 칸. (~1974년)
- 1925년 - 미국의 극작가 우나 오닐. (~1991년)
- 1935년 - 미국의 정치인 하비 울먼. (~2022년)
- 1937년 - 중화민국의 승려 정옌.
- 1939년 - 대한민국의 공무원 출신 정치인 배상도. (~2023년)
- 1942년 - 대한민국의 법조 겸 정치가 변정일.
- 1943년 - 영국의 베이시스트이자 싱어송라이터 잭 브루스. (~2014년)
- 1944년 - 미국의 영화 감독 조지 루카스.
- 1946년 - 미국의 노동경제학자 클로디아 골딘.
- 1947년 - 프랑스의 배우, 작가 안 비아젬스키. (~2017년)
- 1950년 - 미국의 정치인 질 스타인.
- 1951년 - 미국의 영화 감독 로버트 저메키스.
- 1952년
  - 대한민국의 언론인 출신 정치인 김효재.
  - 미국의 영화 감독, 영화 제작자 로버트 저메키스.
- 1953년
  - 일본의 축구 선수 다카하시 요시키.
  - 대한민국의 배구 선수 장인희.
- 1954년- 영국의 의학자 피터 J. 랫클리프.
- 1957년
  - 대한민국의 정치인 황교안.
  - 일본의 배우 후루오야 마사토. (~2003년)
- 1958년 - 대한민국의 언론인 최금락.
- 1959년 - 대한민국의 배우 남명렬.
- 1961년 - 영국의 배우 팀 로스.
- 1964년 - 대한민국의 아나운서 신용철.
- 1967년 - 대한민국의 법조 출신 정치인 진선미.
- 1969년
  - 대한민국의 법조인 이원석.
  - 오스트레일리아의 배우 케이트 블란쳇.
  - 대한민국의 영화 감독 윤제균.
  - 대한민국의 노동운동가 정치인, 제21대 국회의원 이수진.
  - 미국의 가수 대니 우드. (뉴 키즈 온 더 블록)
- 1971년
  - 미국의 영화 감독 소피아 코폴라.
  - 대한민국의 정치인 양이원영.
- 1972년 - 대한민국의 배우 주우.
- 1973년
  - 대한민국의 야구 선수 장정석.
  - 대한민국의 가수 이세원
- 1976년
  - 대한민국의 배우 금광산.
  - 대한민국의 기자 조성현.
  - 잉글랜드의 배우 및 가수 마틴 매커친.
- 1977년 - 미국의 야구 선수 로이 할러데이. (~2017년)
- 1978년 - 일본의 성우 나카무라 치에.
- 1979년
  - 에콰도르의 축구 선수 카를로스 테노리오.
  - 잉글랜드의 배우 제이미 드레이븐.
- 1980년
  - 대한민국의 희극인 임준혁. (~2022년)
  - 체코의 축구 선수 즈데네크 그리게라.
  - 일본의 가수 하시모토 미유키
- 1981년
  - 대한민국의 가수 빽가 (코요태).
  - 우크라이나의 축구 선수 보흐단 셰르슌. (~2024년)
- 1982년
  - 대한민국의 배우 연미주.
  - 대한민국의 성우 이민규.
  - 대한민국의 미스코리아 박희정.
- 1983년
  - 미국의 배우 앰버 탬블린.
  - 대한민국의 국악인 전영랑.
- 1984년
  - 대한민국의 가수 나윤권.
  - 대한민국의 가수 양은지.
  - 대한민국의 배우 연민지.
  - 대한민국의 가수, 배우 주아민.
  - 미국의 프로게이머 및 인터넷 사업가 마크 저커버그.
  - 미국의 성우 제시카 분.
- 1986년 - 대한민국의 축구 선수 강민수.
- 1987년
  - 대한민국의 축구 선수 정민형. (~2012년)
  - 아이슬란드의 축구 선수 아리 프레이르 스쿨라손.
  - 일본의 축구 선수 도키와 사토시.
- 1988년 - 대한민국의 배우 박지연.
- 1989년
  - 대한민국의 배우, 前 가수 우지해.
  - 대한민국의 프로게이머 김창희.
  - 영국의 유튜버 조쉬.
  - 대한민국의 기상 캐스터 김가영.
  - 대한민국의 싱어송라이터 조은희.
- 1990년 - 대한민국의 야구 선수 장영석.
- 1991년
  - 대한민국의 가수 정해진.
  - 일본의 축구 선수 이시다 미나미.
  - 벨기에의 영화 감독 뤼카스 돈트.
- 1992년
  - 대한민국의 전 아나운서 조수애.
  - 멕시코의 배우 나바 마우.
- 1993년 - 미국의 가수 미란다 코스그로브.
- 1994년 - 대한민국의 가수 오월.
- 1995년 - 홍콩의 펜싱 선수 주가몽.
- 1996년
  - 네덜란드의 전자 음악가 마틴 게릭스.
  - 대한민국의 래퍼 미란이.
  - 일본의 배우 나이토 슈이치로.
- 1997년 - 포르투갈의 축구 선수 후벵 디아스.
- 1998년
  - 잉글랜드의 축구 선수 에런 램스데일.
  - 대한민국의 배우 윤이레.
  - 대한민국의 전직 리그 오브 레전드 프로게이머 혀니.
- 1999년
  - 대한민국의 가수 다영 (우주소녀).
  - 대한민국의 가수 준호.
- 2000년 - 대한민국의 가수 이채영 (fromis_9).
- 2001년 - 대한민국의 가수 예찬 (원더나인) (오메가엑스).
- 2002년
  - 대한민국의 가수 곽태풍.
  - 중국의 가수 류관유.
- 2003년
  - 대한민국의 가수, 배우 금동현 (EPEX).
  - 대한민국의 축구 선수 박성현.
- 2004년 - 대한민국의 축구 선수 전지완.
- 2005년
  - 대한민국의 바둑 기사 홍석민.
  - 카자흐스탄의 프리스타일 스키 선수 아나스타시야 고로드코.
- 2009년 - 대한민국의 배우 신린아.

### 미상
- 대한민국의 가수 황인경. (전기뱀장어)

## 사망
- 649년 - 제73대 로마의 교황 교황 테오도로 1세. (?~)
- 964년 - 제130대 로마의 교황 교황 요한 12세. (937년~)
- 1643년 - 프랑스의 왕 루이 13세. (1601년~)
- 1781년 - 러시아 제국의 흑인 장군 아브람 페드로비치 간니발. (1696년~)
- 1919년 - 독일계 미국의 기업인 헨리 J. 하인즈. (1844년~)
- 1881년 - 자메이카의 간호사 메리 시콜. (1805년~)
- 1941년 - 미국의 선교사 미니 보트린. (1886년~)
- 1969년 - 미국의 논리학자 월터 피츠. (1923년~)
- 1972년 - 대한민국의 화가 이상범. (1897년~)
- 1974년 - 대한민국의 독립운동가 장건상. (1882년~)
- 1987년 - 미국의 영화 배우, 무용가 리타 헤이워스. (1918년~)
- 1988년 - 미국의 가수, 배우, 프로듀서 프랭크 시나트라. (1915년~)
- 2000년 - 일본의 총리 오부치 게이조. (1937년~)
- 2015년 - 미국의 음악가 B.B. 킹. (1925년~)
- 2017년 - 미국의 영화배우 파워스 부스. (1948년~)
- 2018년 - 미국의 소설가 톰 울프. (1931년~)
- 2019년 - 미국의 영화배우 팀 콘웨이. (1933년~)
- 2020년 - 미국의 기업인 필리스 조지. (1949년~)
- 2022년 - 대한민국의 법조인 배만운. (1934년~)
- 2023년
  - 미국의 포커 선수 도일 브런슨. (1933년~)
  - 스페인의 축구 선수 페란 올리베야. (1936년~)
  - 캐나다의 영화배우 서맨사 와인스틴. (1995년~)
  - 영국의 베이스 연주자 존 기블린. (1952년~)
  - 오스트레일리아의 피아니스트 잉그리드 헤블러. (1929년~)
- 2024년 - 대한민국의 언어학자 장석진. (1929년~)

## 기념일
- 부처님 오신 날 - 1997년, 2016년, 2073년
- 라이베리아 국가연합의 날 (라이베리아의 공휴일)

## 같이 보기
- 전날: 5월 13일 다음날: 5월 15일 - 전달: 4월 14일 다음달: 6월 14일
- 음력: 5월 14일
- 모두 보기